# Megaselia pollex
Megaselia pollex är en tvåvingeart som beskrevs av Schmitz 1937. Megaselia pollex ingår i släktet Megaselia och familjen puckelflugor. Inga underarter finns listade i Catalogue of Life.